# Tout l'or du monde
Pour l’article homonyme, voir Tout l'or du monde (homonymie).
Pour plus de détails, voir Fiche technique et Distribution.
Tout l'or du monde est un film français réalisé par René Clair et sorti en 1961.

## Synopsis
Lassé par le bruit et la pollution des villes, un promoteur immobilier, Victor Hardy, décide de créer un lieu idéal qu'il nomme Longuevie. Il décide pour cela d'acheter le petit village de Cabosse et sa source qui serait à l'origine de la longévité des habitants. Il réussit à convaincre le maire et tous les habitants sauf un, le vieux Mathieu, un paysan obstiné, et son fils Toine, qui posent des conditions qui compromettent l'opération...

## Fiche technique
- Titre : Tout l'or du monde
- Réalisation : René Clair
- Scénario : René Clair
- Adaptation et dialogues : René Clair, Jacques Rémy, Jean Marsan
- Assistants réalisateur : Constantin Costa-Gavras, Claude Pinoteau
- Images : Pierre Petit, assisté de Albert Milton
- Opérateur : Noël Martin
- Musique : Georges Van Parys
- Chansons : La chanson des moutons, Ta qui ta, Toine
- Décors : Léon Barsacq, assisté de André Bakst, Jacques Chalvet
- Son : Antoine Petitjean
- Montage : Louisette Hautecoeur, assistée de Arlette Lalande
- Durée : 88 minutes
- Costumes : Marie-Claude Fouquet
- Ensemblier : Maurice Barnathan
- Tournage dans les studios de Paris Studios Cinéma
- Production : S.E.C.A, Filmsonor (Paris) - Cineriz, Royal Film (Rome). Franco-Italienne
- Directeur de production : Jacques Planté, Serge Vallin
- Chef de production : René Clair
- Genre : Comédie
- Première présentation le 1er novembre 1961
- Visa d'exploitation : 21754

## Distribution
- Bourvil : Mathieu Dumont, le père et les deux fils : Toine et Martial
- Alfred Adam : Jules, le chauffeur de Victor
- Philippe Noiret : Victor Hardy, le promoteur
- Claude Rich : Fred, le secrétaire de Victor
- Colette Castel : Stella, la vedette
- Annie Fratellini : Rose, la serveuse
- Nicole Chollet : La patronne du café
- Max Elloy : Le garde-champêtre
- Jean Marsan : Jack, le speaker
- Pascal Mazzotti : Léon Truc, le présentateur
- Albert Michel : Le maire de Cabosse
- Michel Modo : Tony, le fiancé de Stella
- Georges Toussaint : Le sous-préfet
- Françoise Dorléac : la journaliste
- Yves Barsacq : Un photographe, avec des lunettes
- Paul Bisciglia : Un photographe qui traite Le vieux Dumont
- Sophie Grimaldi : L'actrice
- Robert Burnier : Le directeur du magazine
- Édouard Francomme : Un conseiller municipal
- Catherine Langeais : Catherine Langeais
- René Hell : Le notaire
- Claude Véga : Le metteur en scène

Non crédités
- Jacques Ciron : Un automobiliste
- Christian Marin : Un technicien T.V
- Paul Mercey : Le gardien de la prison
- Pierre Mirat : Un automobiliste, dans la décapotable
- Max Montavon : Un automobiliste avec sa valise
- Bernard Musson : Un automobiliste, à sa fenêtre
- Paul Préboist : Un pique-niqueur, qui relève B. Musson
- Robert Rollis : Un automobiliste lors de l'embouteillage
- Jean Rupert : Un automobiliste
- Jean Sylvain : Le garde du coffre
- Louis Viret : un camionneur
- Jean-Pierre Zola : Le maquettiste
- Emmanuel Pierson
- Michel Chanier : Un figurant lors de la représentation
- Alix Bouvier : un figurant lors du discours avec le maire

## Production

### Lieux de tournage
Le film a été tourné en Lot-et-Garonne, à Castillonnès et Monflanquin.